# Flexibilité cognitive
La flexibilité cognitive est la capacité du cerveau d'ajuster son activité, de basculer entre différentes tâches et les réponses comportementales correspondantes, de maintenir plusieurs concepts simultanément et de déplacer l'attention interne entre eux ou entre eux et le contexte.
L'expression flexibilité cognitive est traditionnellement utilisée pour désigner l'une des fonctions exécutives. En ce sens, on peut les considérer comme les fondements neuronaux d'un comportement adaptatif et flexible. La plupart des tests visant à évaluer cette flexibilité ont été développés sous cette hypothèse il y a plusieurs décennies. De nos jours, la flexibilité cognitive est aussi considérée comme un ensemble de propriétés cérébrales qui facilitent une commutation flexible mais pertinente entre les états fonctionnels du cerveau.

Le degré de flexibilité cognitive varie au cours de la vie d'un individu. De plus, certaines pathologies telles que le trouble obsessionnel compulsif ou certains types de neurodiversité (trouble du spectre de l'autisme notamment) sont associées à une moindre flexibilité cognitive.
La flexibilité cognitive étant un élément essentiel de l'apprentissage, tout déficit dans ce domaine pourrait avoir d'autres implications.
Deux manières courantes d'évaluation de la flexibilité cognitive portent sur le changement de tâche et sur la capacité consciente de changement cognitif. L'une comprend la tâche A-not-B, la tâche de tri de cartes à changement dimensionnel, la tâche de tri de cartes à classification multiple, la tâche de tri de cartes du Wisconsin et le test Stroop ; l'imagerie par résonance magnétique fonctionnelle (IRMf) montre que des régions spécifiques du cerveau sont activées quand des tâches de flexibilité cognitive s'engagent, dont au niveau du cortex préfrontal (CPF), des noyaux gris centraux, du cortex cingulaire antérieur (CCA) et du cortex pariétal postérieur (CPP). Des études faites chez des personnes d'âges divers et présentant des déficits particuliers ont permis de mieux comprendre comment la flexibilité cognitive se développe et évolue dans le cerveau.

## Définitions
Selon l'Association américaine de psychologie : « La flexibilité cognitive désigne la capacité à évaluer objectivement une situation et à adopter une réponse adaptée et flexible. Elle implique également une capacité d'adaptation et une impartialité dans la prise de décision ».
La flexibilité cognitive ne doit pas être confondue avec la flexibilité psychologique, qui est la capacité à s'adapter aux exigences situationnelles, à équilibrer les exigences de la vie et à s'engager dans des comportements en réfléchissant aux problèmes, à leurs conséquences et aux tâches de manière nouvelle et créative (par exemple en changeant de position ou d'engagement lorsque des événements inattendus se produisent).
La flexibilité cognitive varie au cours de la vie d'un individu. Les chercheurs la décrivent comme la capacité à déplacer ou à transformer sa pensée et son attention entre différentes tâches ou opérations, généralement en réponse à un changement de règles ou d'exigences ; par exemple, quand ils trient des cartes en fonction de règles spécifiques, les enfants sont considérés comme cognitivement flexibles s'ils sont capables de passer avec succès du tri des cartes en fonction de la couleur de l'objet au tri en fonction du type d'objet sur la carte.
La flexibilité cognitive a été plus largement décrite comme la capacité d'adapter sa pensée à des situations anciennes et nouvelles, ainsi que la capacité de surmonter des réponses ou des pensées devenues habituelles et de s'adapter à de nouvelles situations, ; ainsi, si une personne peut surmonter des croyances ou des habitudes antérieures (lorsque cela est nécessaire dans de nouvelles situations), elle sera alors considérée comme cognitivement flexible. La capacité à considérer simultanément deux aspects d'un objet, d'une idée ou d'une situation à un moment donné est aussi un indicateur de flexibilité cognitive. Selon cette définition, lors du tri des cartes en fonction de règles spécifiques, les enfants sont considérés comme cognitivement flexibles s'ils peuvent trier les cartes en fonction de la couleur des objets et du type d'objets sur la carte simultanément.
La flexibilité cognitive a aussi été définie comme la compréhension et la conscience de toutes les options et alternatives possibles simultanément dans un contexte donné.

### Facteurs contributifs
Les chercheurs conviennent généralement que la flexibilité cognitive est une composante du fonctionnement exécutif ; une cognition d'ordre supérieur impliquant la capacité de contrôler sa pensée. Le fonctionnement exécutif comprend d'autres aspects de la cognition, notamment l'inhibition, la mémoire, la stabilité émotionnelle, la planification et l'organisation.
La flexibilité cognitive est étroitement liée à plusieurs de ces capacités : l'inhibition, la planification et la mémoire de travail, notamment. Ainsi, être capable d'inhiber certains stimuli pour se concentrer sur les aspects importants d'une tâche (ex. : inhiber la couleur de l'objet pour se concentrer sur le type d'objet), est un indice de flexibilité sur le plan cognitif (on est alors plus aptes à planifier, à organiser et à employer des stratégies de mémoire particulières.
Les chercheurs ont soutenu que la flexibilité cognitive est également une composante de la classification multiple, telle que décrite par le psychologue Jean Piaget. Dans les tâches de classification multiples, les participants (principalement des enfants qui ont déjà développé ou sont en train de développer cette compétence) doivent classer des objets de plusieurs manières différentes à la fois, réfléchissant ainsi de manière flexible à leur sujet. De même, pour être cognitivement flexibles, ils doivent surmonter la centration, qui est la tendance à se concentrer sur un seul aspect d'un objet ou d'une situation (ainsi, le jeune enfant tend à être uniquement capables de se concentrer sur un aspect d'un objet (couleur de l'objet par exemple) et être incapables de se concentrer sur les deux aspects (c'est-à-dire à la fois la couleur et le type d'objet). Les recherches suggèrent que si un individu est centré sur sa pensée, il sera alors plus inflexible sur le plan cognitif.
La flexibilité cognitive est aussi liée à d'autres capacités cognitives, telles que l'intelligence fluide, la fluidité de lecture et la compréhension de lecture, ; l'intelligence fluide (capacité à résoudre des problèmes dans des situations nouvelles) permet une capacité de raisonnement fluide. Raisonner de manière fluide permet d'être cognitivement plus flexible. Il a été montré que les personnes cognitivement flexibles ont la capacité de mieux passer d'un son à l'autre et/ou de réfléchir simultanément aux sons et aux significations, ce qui augmente leur fluidité de lecture et leur compréhension du langage. La flexibilité cognitive est aussi liée à la capacité à faire face à des situations nouvelles et/ou potentiellement stressantes (les individus mieux capables de déplacer leur réflexion d'une situation ou d'un champ à l'autre, se concentreront moins sur les facteurs de stress dans ces situations.
Les études ont notamment porté sur le développement de la flexibilité cognitive entre trois et cinq ans. Mais il a été démontré que la flexibilité cognitive est un concept large, qui peut être étudié à des âges et dans des contextes variés, avec des tâches allant des plus simples aux plus complexes. La Recherche suggère l'existence d'un continuum développemental qui s'étend de la petite enfance à l'âge adulte.

## Mesures et évaluations
Des outils d'évaluation variés sont appropriés aux différents types et niveaux de flexibilité cognitive, pour différents âges.
Ci-dessous sont présentés quelques tests courants d'évaluation de la flexibilité cognitive en fonction de l'âge de développement approprié.

### Tâche A et non B (A-not-B task)
Dans la tâche A et non-B, on montre aux enfants un objet caché à l'emplacement A à leur portée, puis on les invite à rechercher l'objet à l'emplacement A, où ils le trouvent. Cette activité est répétée plusieurs fois, avec l'objet caché à l'emplacement A. Ensuite, lors de l'épreuve critique et pendant que l'enfant regarde, l'objet est caché à l'emplacement B, un deuxième emplacement à portée de main de l'enfant. Les chercheurs ont convenu que la tâche A-not-B est une tâche simple qui mesure efficacement la flexibilité cognitive pendant la petite enfance,.

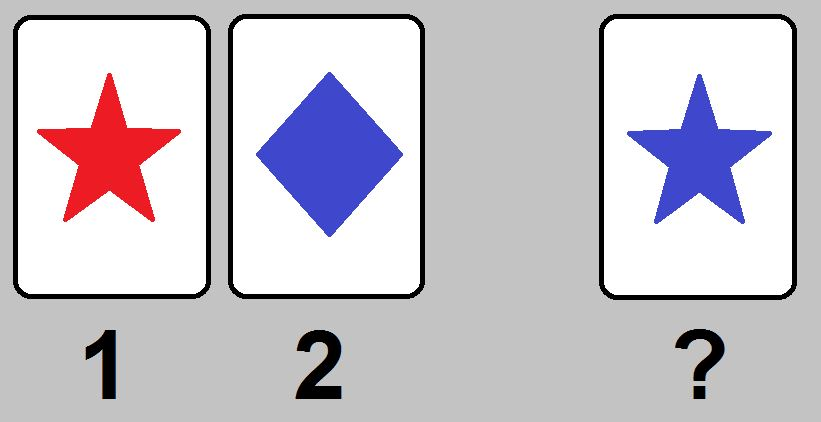
Tâche de tri de cartes à changement dimensionnel.

### Tâche de tri de cartes à changement dimensionnel
Dans la tâche de tri de cartes à changement dimensionnel (DCCS), les enfants sont d'abord invités à trier les cartes selon une seule dimension (comme la couleur), puis à modifier leur stratégie pour trier les cartes en fonction d'une deuxième dimension (comme la forme) ; en règle générale, à trois ans ils savent trier les cartes en fonction d'une dimension, mais ne peuvent pas passer au tri des cartes en fonction d'une deuxième dimension. À 5 ans, ils en sont capables,.

### Tâche de tri de cartes de classification multiples
Dans la tâche de tri de cartes à classification multiple, on montre aux enfants des cartes et on leur demande de les trier en fonction de deux dimensions différentes (par exemple, par couleur, comme le jaune et le bleu, et par type d'objet, comme les animaux et la nourriture) simultanément en quatre piles dans une matrice (par exemple, les animaux jaunes, les aliments jaunes, les animaux bleus et les aliments bleus). Cette tâche semble plus difficile ; les recherches ont montré qu'à sept ans, ils sont incapables de trier des cartes en fonction des deux dimensions simultanément, alors qu'à onze ans, ils peuvent trier des cartes en fonction de ces deux dimensions simultanément. Cela démontre une augmentation de la flexibilité cognitive entre sept et onze ans,.

### Test de tri de cartes du Wisconsin
Le test de tri de cartes du Wisconsin (WCST) teste la compétence en raisonnement abstrait et la capacité à modifier les stratégies de résolution de problèmes lorsque nécessaire.
Dans ce test, plusieurs cartes sont présentées au participant. Les figures y diffèrent en termes de couleur, de quantité et de forme. On demande ensuite aux participants de faire correspondre les cartes, mais pas comment le faire ; on leur dit cependant si une correspondance particulière est bonne ou mauvaise. La capacité à changer de règles de correspondance est mesurée. En règle générale, les enfants âgés de neuf à onze ans démontrent la flexibilité cognitive nécessaire pour ce test,.

### Test de Stroop
Le test Stroop (ou test de dénomination de mots de couleur) utilise trois types de cartes. La « carte couleur » affiche des taches de différentes couleurs, que les participants sont invités à identifier le plus vite possible. La « carte de mots » affiche les noms des couleurs imprimés à l'encre noire et blanche, que les participants sont à nouveau invités à nommer le plus rapidement possible. Le dernier type de carte est la « carte couleur-mot », qui affiche les noms des couleurs imprimées dans une encre d'une couleur conflictuelle (par exemple, le mot ROUGE serait imprimé en jaune), et demande aux participants de nommer les couleurs d'encre tout en ignorant les noms de couleurs conflictuelles. Le score de base sur chaque carte est le temps total (en secondes) que le participant prend pour répondre verbalement. En règle générale, nommer la couleur du mot prend plus de temps et entraîne davantage d'erreurs lorsque la couleur de l'encre ne correspond pas au nom de la couleur. Dans cette situation, les adultes ont tendent à prendre plus de temps à répondre que les enfants, car ils sont plus sensibles à la couleur réelle du mot et sont donc plus susceptibles d'être influencés par celui-ci lorsqu'ils nomment le mot de couleur conflictuelle imprimé.

## Fondements neuronaux
La compréhension des mécanismes sous-jacents à la flexibilité cognitive est un sujet de recherche.
Il s'agit d'une propriété discrète de la fonction cérébrale distribuée, qui s'instancie de nombreuses manières. Chez l'humain, l'imagerie par résonance magnétique fonctionnelle (IRMf) et des études sur le modèle animal utilisant l'optogénétique ont montré que la flexibilité cognitive repose sur une variété de régions distinctes du cerveau qui fonctionnent de concert, notamment le cortex préfrontal (CPF), le cortex cingulaire antérieur (CCA), le cortex pariétal postérieur (CPP), les noyaux gris centraux et le thalamus,,.
Les régions qui s'activent lors de l'engagement de la flexibilité cognitive varient selon la tâche et selon divers facteurs impliqués dans la flexibilité.
La pensée flexible nécessite des aspects d'inhibition, d'attention, de mémoire de travail, de sélection de réponse et de maintien d'objectifs. Plusieurs études utilisant des paradigmes de changement de tâches ont démontré la complexité du réseau neuronal impliqué dans la flexibilité cognitive. L'activation du CPF dorsolatéral a été démontrée lors de la résolution de l'interférence d'ensembles de tâches non pertinentes ; une autre étude a étendu ces résultats en démontrant que le niveau d'abstraction du type de commutateur influençait le recrutement de différentes régions du CPF selon que le participant était invité à effectuer un changement d'ensemble cognitif, un changement de réponse ou un changement de stimulus ou de perception. Un changement d'ensemble nécessiterait de basculer entre les règles de tâche, comme avec le WCST (Wisconsin Card Sorting Test), et est considéré comme le plus abstrait. Un commutateur de réponse nécessiterait un mappage de réponse différent, tel qu'un bouton droit en forme de cercle et un bouton gauche en forme de carré et vice versa. Enfin, un changement de stimulus ou d'ensemble perceptif nécessiterait un simple changement entre un cercle et un carré. L'activation est médiatisée par le niveau d'abstraction du commutateur d'ensemble de manière antérieure à postérieure dans le CPF, les activations les plus antérieures étant provoquées par les commutateurs d'ensemble et les activations les plus postérieures résultant d'un stimulus ou de commutateurs perceptifs.
Les noyaux gris centraux sont actifs pendant la sélection de la réponse et le CPP, ainsi que la jonction frontale inférieure, sont actifs pendant la représentation et la mise à jour des ensembles de tâches appelées commutation générale de domaine. L'analyse de l'énergie du réseau montre que les réseaux d'attention frontopariétal et dorsal fonctionnent principalement efficacement pendant la flexibilité cognitive, alors que le réseau de saillance et les structures sous-corticales ne soutiennent que modérément cette fonction. Les études d'imagerie par résonance magnétique fonctionnelle (IRMf) basées sur les tâches ont précisé les principales régions cérébrales impliquées dans la flexibilité cognitive, dont la jonction frontale inférieure et les zones du réseau médio-cingulo-insulaire, telles que le cortex insulaire et le cortex cingulaire antérieur dorsal, soulignant leur rôle essentiel dans l'adaptation aux exigences changeantes des tâches.

### Développement
Les enfants peuvent être remarquablement inflexibles quand ils sont évalués via des tests traditionnels de flexibilité cognitive ; ce n'est pas surprenant compte tenu des nombreux processus cognitifs impliqués dans la flexibilité mentale et des diverses trajectoires de développement de ces capacités. Avec l'âge, la flexibilité cognitive augmente, ce qui est probablement le produit du développement prolongé du réseau frontopariétal évident chez les adultes, avec des connexions synaptiques en maturation, une myélinisation accrue et un volume de matière grise régionale survenant de la naissance au milieu de la vingtaine.

### Déficits
Une diminution de la flexibilité cognitive mesurée par des tests a été observée dans divers troubles neuropsychiatriques tels que l'anorexie mentale, le trouble obsessionnel-compulsif, la schizophrénie, l'autisme et chez un sous-ensemble de personnes atteintes de trouble déficit de l'attention avec ou sans hyperactivité (TDAH),. Chacun de ces troubles présente des aspects spécifiques d'inflexibilité cognitive. Ainsi, les troubles obsessionnels compulsifs sont liés à une difficulté à déplacer l'attention et à inhiber ses réponses motrices. Les enfants autistes présentent un profil légèrement différent, avec des déficits d'adaptation aux contingences changeantes des tâches, tout en conservant souvent la capacité de réagir face à des réponses concurrentes.

### Cas du spectre du trouble autistique
Certains auteurs comme Geurts et al. (2009), évoquent un paradoxe entre l'inflexibilité cognitive et comportementale dans le contexte autistique : en se basant sur la littérature récente sur la flexibilité cognitive dans les troubles du spectre autistique (TSA), basée sur des protocoles, sous-types d'autismes, âges et niveaux cognitifs variés ; ces auteurs estiment qu'il n'existe « aucune preuve cohérente de déficits de flexibilité cognitive » dans la vie quotidienne de la personne autiste, même s'il existe effectivement par ailleurs un phénomène d'« attention concentrée » (hyperfocus démontré par exemple en 2008 chez les enfants et adolescents alors diagnostiqués porteurs du syndrome d'Asperger ou d'autisme de haut niveau (attention dont l'intensité a par exemple pu être évaluée via la version informatisée du Wisconsin Card Sorting Test), comportements quotidiens inflexibles (routines…) mis en évidence par des mesures cliniques et expérimentales basées sur les tâches classiques de flexibilité cognitive. Selon eux, les protocoles expérimentaux d'évaluation devraient évoluer pour mieux « refléter les modèles mécanistes » des « déficits de flexibilité ».

### Cas de l'anorexie
L'anorexie mentale juvénile est associée à une diminution marquée de la capacité à changer de rythme, possiblement en raison d'une maturation incomplète du cortex préfrontal (CPF) associée à la malnutrition.
L'addiction pourrait être est associée à une flexibilité cognitive limitée, car l'individu est incapables de répondre de manière flexible aux stimuli précédemment associés à la drogue.
Des traitements pourraient résider dans la modulation neurochimique.

### Vieillissement
Les personnes âgées souffrent souvent de déficits de flexibilité cognitive. Le cerveau vieillissant subit des changements physiques et fonctionnels, dont une diminution de la vitesse de traitement, du fonctionnement sensoriel central, de l'intégrité de la matière blanche et du volume cérébral. Les régions associées à la flexibilité cognitive telles s'atrophient ou se dégradent avec l'âge, mais présentent également une plus grande activation liée aux tâches chez les individus plus âgés par rapport aux individus plus jeunes. Cette augmentation du flux sanguin est peut-être un indice que l'atrophie augmente le flux sanguin et le métabolisme, ce qui est mesuré comme la réponse BOLD, ou dépendance au niveau d'oxygène dans le sang, avec l'IRMf. Des études suggèrent que l'exercice et l'entraînement aérobiques peuvent avoir des effets induisant une plasticité qui pourraient potentiellement servir d'intervention dans la vieillesse pour lutter contre le déclin de la fonction exécutive.

## Implications pour l'éducation et l'apprentissage

### Applications éducatives
La flexibilité cognitive et d'autres compétences des fonctions exécutives sont essentielles à la réussite, tant en classe que dans la vie.
Une étude sur l'effet de l'intervention cognitive sur les enfants à risque (en classes préscolaires) a conclu que les enfants en ayant bénéficié durant un à deux ans ont obtenu des résultats nettement supérieurs à ceux de leurs pairs. Comparés aux enfants du même âge assignés aléatoirement à la condition de contrôle (une unité d'alphabétisation développée par le district scolaire), les enfants d'âge préscolaire qui ont bénéficié d'une intervention ont obtenu des scores de précision de 85 % aux tests de contrôle inhibiteur (autodiscipline), de flexibilité cognitive et de mémoire de travail. Leurs pairs dans la condition de contrôle (sans intervention), en revanche, n'ont démontré qu'une précision de 65 %. Les éducateurs impliqués dans cette étude ont finalement choisi de mettre en œuvre les techniques de formation aux compétences cognitives plutôt que le programme élaboré par le district.
Un autre indice de l'importance de la flexibilité cognitive dans l'éducation est que la manière dont les élèves sont enseignés a un impact considérable sur leurs structures cognitives, qui affecte à leur tour la capacité des élèves à stocker l'information et à y accéder facilement ; l'un des objectifs de l'éducation est d'aider les apprenants à apprendre, et à appliquer et adapter, de manière appropriée, ce qu'ils ont appris à des situations nouvelles.
La flexibilité cognitive fait partie des directives et des attentes académiques. Par exemple, comme indiqué dans la Common Core State Standards Initiative, une réforme de l'éducation basée sur des normes développée pour augmenter les taux d'obtention du diplôme d'études secondaires, les éducateurs sont censés présenter en classe « des exigences cognitives de haut niveau en demandant aux élèves de démontrer une compréhension conceptuelle approfondie par l'application de connaissances et de compétences de contenu à de nouvelles situations ». Un style d'enseignement axé sur la promotion de cette flexibilité cognitive améliorer la compréhension, en particulier dans les disciplines où l'information est complexe et non linéaire.
Un contre-exemple est évident dans les cas où ce matériel est présenté de manière trop simplifiée et où les apprenants ne parviennent pas à transférer leurs connaissances à un nouveau domaine.

#### Impact sur l'enseignement et la conception des programmes
Une approche éducative alternative fondée sur la flexibilité cognitive est l'hypertexte, fréquent dans l'enseignement assisté par ordinateur (et dans Wikipédia). L'informatique permet de présenter des données complexes dans un format multidimensionnel cohérent, aidant l'utilisateur à accéder aux données selon ses besoins. L'Internet est l'exemple le plus large d'hypertexte, présentant dynamiquement des informations en termes d'interconnexion (via les hyperliens). Les documents hypertextes comprennent donc des nœuds — des éléments d'information — et des liens, les chemins entre ces nœuds.
Des formation d'enseignants ont impliqué des sessions de formation basées sur des instructions vidéo, lors desquelles les enseignants novices visionnaient des images d'enseignants expérimentés dirigeant un atelier d'alphabétisation. Puis, les novices ont reçu un document hypertexte leur donnant accès au contenu de manière autonome. Ces  hypertextes de flexibilité cognitive (HFC) fournissent une représentation « tridimensionnelle » et « ouverte » du matériel pour les apprenants, leur permettant d'intégrer de nouvelles informations et d'établir des liens avec des connaissances préexistantes. Bien que des recherches supplémentaires soient nécessaires pour déterminer l'efficacité pédagogique de cette HFC, on suppose que les salles de classe où la théorie de la flexibilité cognitive est appliquée de cette manière permettent aux élèves de mieux transférer des connaissances d'un domaine à l'autre.
Des chercheurs ont préconisé un style d'enseignement intégrant des activités de résolution de problèmes en groupe et exigeant une réflexion de plus haut niveau ; dans ce processus, un enseignant pose d'abord une seule question de plusieurs manières. Ensuite, les élèves discutent du problème avec l'enseignant et entre eux, en posant des questions. En formulant ces questions, les élèves réfléchissent activement et se souviennent de leurs connaissances antérieures. À ce stade, l'enseignant fournit les conditions spécifiques du problème discuté et les élèves doivent adapter leurs connaissances antérieures, ainsi que celles de leurs pairs, pour générer une solution.

#### Applications d'apprentissage au-delà de la salle de classe
Une autre application utilise le jeu vidéo pour développer la flexibilité cognitive ou la « flexibilité mentale ». Des chercheurs néerlandais ont observé que les joueurs de jeux de tir à la première personne présentaient une plus grande « flexibilité mentale » sur une série de mesures que les non-joueurs. Ces chercheurs avancent que, même si les jeux vidéo peuvent être controversés en raison de leur contenu et de leur forme, ils pourraient peut-être conduire à des gains similaires dans d'autres populations (personnes âgées confrontées à un déclin cognitif par exemple).
Plusieurs programmes en ligne sont commercialisés pour accroître des capacités cognitives, dont la flexibilité cognitive,,.